# Піску-П'єтрей
Піску-П'єтрей (рум. Piscu Pietrei) — село у повіті Вилча в Румунії. Входить до складу комуни Будешть.
Село розташоване на відстані 152 км на північний захід від Бухареста, 7 км на південь від Римніку-Вилчі, 90 км на північний схід від Крайови, 119 км на південний захід від Брашова.

## Населення
За даними перепису населення 2002 року у селі проживали 189 осіб, усі — румуни. Усі жителі села рідною мовою назвали румунську.